# Bayog
Bayog (Bayan ng Bayog) är en kommun i Filippinerna. Kommunen ligger på ön Mindanao, och tillhör provinsen Zamboanga del Sur. Folkmängden uppgår till 26 248 invånare.

## Barangayer
Bayog är indelat i 29 barangayer.
| - Baking - Balukbahan - Balumbunan - Bantal - Bubuan - Camp Blessing - Canoayan - Conacon - Dagum - Damit - Datagan - Depase - Dipili - Depore | - Deporehan - Dimalinao - Kahayagan - Kanipaan - Lamare - Liba - Mataga - Matin-ao - Matun-og - Pangi (San Isidro) - Poblacion - Pulang Bato - Salawagan - Sigacad - Supon |